# 2-es busz (Lenti)
A lenti 2-es jelzésű autóbuszvonal az Autóbusz-állomás és a Vörösmarty Mihály Általános Iskola / Gyár utca között húzódik, amelyet a MÁV Személyszállítási Zrt. üzemeltet.

## Útvonala
| Autóbusz-állomás – Vörösmarty Mihály Általános Iskola / Gyár utca                                      | Gyár utca / Vörösmarty Általános Iskola – Autóbusz-állomás                                              |
| --- | --- |
| Autóbusz-állomás ➝ Ifjúság útja ➝ [Templom tér ➝ Sugár út ➝ Vörösmarty utca // Kossuth út ➝ Gyár utca] | [Gyár utca ➝ Kossuth út // Vörösmarty utca ➝ Sugár út ➝ Templom tér ] ➝ Ifjúság útja ➝ Autóbusz-állomás |

## Közlekedése
Indításai munkanapokon történnek, kora reggeli, délutáni és éjszakai járatpárral. Tanítási napokon a reggeli órákban egy járatpár a Vörösmarty Mihály Általános Iskoláig közlekedik.
Korábban Lenti északnyugati részében is közlekedett a Bocskai utca és a Bethlen Gábor utca megállókon keresztül tanítási napokon reggelente, valamint a Bánffy utcai óvoda bejárásával is indult körjárat még aznap délután, azonban 2025 során megszűntek ezek a lehetőségek.
| Viszonylat                         | Indításszám | Közlekedési rend |
| ---------------------------------- | ----------- | ---------------- |
| Autóbusz-állomás – Vörösmarty utca | 1 pár       | tanítási napokon |
| Autóbusz-állomás – Gyár utca       | 3 pár       | munkanapokon     |

## Megállóhelyei
| 2 (Autóbusz-állomás ◄► Vörösmarty Mihály Általános Iskola / Gyár utca) | 2 (Autóbusz-állomás ◄► Vörösmarty Mihály Általános Iskola / Gyár utca) | 2 (Autóbusz-állomás ◄► Vörösmarty Mihály Általános Iskola / Gyár utca) | 2 (Autóbusz-állomás ◄► Vörösmarty Mihály Általános Iskola / Gyár utca) | 2 (Autóbusz-állomás ◄► Vörösmarty Mihály Általános Iskola / Gyár utca) | 2 (Autóbusz-állomás ◄► Vörösmarty Mihály Általános Iskola / Gyár utca) | 2 (Autóbusz-állomás ◄► Vörösmarty Mihály Általános Iskola / Gyár utca) | 2 (Autóbusz-állomás ◄► Vörösmarty Mihály Általános Iskola / Gyár utca) |
| Sorszám (↓)                                                            | Sorszám (↓)                                                            | Megállóhely                                                            | Kilométer (↓)                                                          | Kilométer (↓)                                                          | Perc (↓)                                                               | Perc (↓)                                                               | Átszállási kapcsolatok |
| ---------------------------------------------------------------------- | ---------------------------------------------------------------------- | ---------------------------------------------------------------------- | ---------------------------------------------------------------------- | ---------------------------------------------------------------------- | ---------------------------------------------------------------------- | ---------------------------------------------------------------------- | --- |
| 0                                                                      | 0                                                                      | Autóbusz-állomás végállomás                                            | 0.0 km                                                                 | 0.0 km                                                                 | 0                                                                      | 0                                                                      | 1, 3, 35, 90, 94 1184, 1187, 1193, 1625, 1639, 1641, 1643, 1658, 1669 6238, 6242, 6248, 6262, 6287, 6446, 6448, 6454, 6456, 6457, 6553, 6560, 6565, 6570, 6576, 6577, 6580, 6585 |
| 1                                                                      | ∫                                                                      | Vörösmarty utca vonalközi végállomás                                   | 1.4 km                                                                 | ∫                                                                      | 5                                                                      | ∫                                                                      | 94 6262, 6570, 6576 |
| ∫                                                                      | 1                                                                      | SZTK                                                                   | ∫                                                                      | 0.6 km                                                                 | ∫                                                                      | 1                                                                      | 6565, 6576, 6577 |
| ∫                                                                      | 2                                                                      | Lenti vasútállomás, bejárati út                                        | ∫                                                                      | 1.0 km                                                                 | ∫                                                                      | 2                                                                      | 6565, 6576, 6577 személyvonat – Lenti (23) |
| ∫                                                                      | 3                                                                      | Fűzüzem (↓)                                                            | ∫                                                                      | 1.8 km                                                                 | ∫                                                                      | 4                                                                      | 6565, 6576, 6577 |
| ∫                                                                      | 4                                                                      | Gyár utca végállomás                                                   | ∫                                                                      | 2.3 km                                                                 | ∫                                                                      | 5                                                                      | |